# Elisabeth Sophia van Brandenburg (1589-1629)

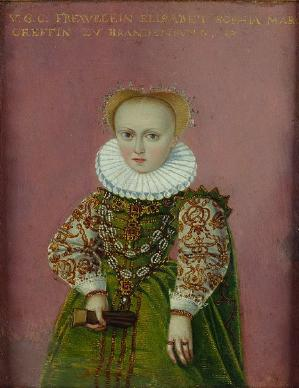
Portret van Elisabeth Sophia van Brandenburg als kind, circa 1593.

Elisabeth Sophia van Brandenburg (Berlijn, 4 juli 1589 - Frankfurt an der Oder, 24 december 1629) was een prinses van Brandenburg. Ze behoorde tot het huis Hohenzollern.

## Levensloop
Elisabeth Sophia was een dochter van keurvorst Johan Georg van Brandenburg en diens derde echtgenote Elisabeth van Anhalt, dochter van vorst Joachim Ernst van Anhalt. 
Op 27 maart 1613 huwde zij in Berlijn met haar eerste echtgenoot Janusz Radziwiłł (1579-1620), vorst van Birsen en Dubinki en kroonveldheer en opperhauptmann van het grootvorstendom Litouwen. Ze kregen een zoon Bogusław (1620-1669), hertog van Birsen en Dubinki.
In 1628 verkocht Elisabeth Sophia haar lijfgeding, de heerlijkheid, de stad en het slot van Lichtenberg in het vorstendom Bayreuth, aan haar broer, markgraaf Christiaan van Brandenburg-Bayreuth. Haar eerste echtgenoot had de heerlijkheid in 1617 voor 100.000 gulden van het adelgeslacht Waldenfels gekocht en als weduwegoed voor haar voorzien. 
Op 22 februari 1628 huwde ze in Theusing met Julius Hendrik van Saksen-Lauenburg (1586-1665), die in 1656 zijn oudere halfbroer August opvolgde als hertog van Saksen-Lauenburg. Ook uit dit huwelijk werd een zoon geboren: Frans Erdmann (1629-1666), hertog van Saksen-Lauenburg.
Elisabeth Sophia stierf in december 1629, enkele maanden na de geboorte van haar zoon Frans Erdmann. Ze werd bijgezet in de Mariakerk van Frankfurt an der Oder.